# Yielden Castle
Yielden Castle var ett slott i Storbritannien. Det fanns i kommunen Borough of Bedford i  riksdelen England, i den sydöstra delen av landet. Endast kullar finns kvar.